# المركز العالمي لمكافحة الفكر المتطرف
المركز العالمي لمكافحة الفكر المتطرف (اعتدال) مركز عالمي مهمته مكافحة التطرف واجتثاث جذوره، والتصدي له وتعزيز التسامح والتعايش بين الشعوب، تأسس يوم 21 مايو 2017 خلال انعقاد القمة العربية الإسلامية الأمريكية في الرياض، ويقع مقره في العاصمة السعودية الرياض، ويُعد أول مركز مهتم بثقافة الاعتدال الفكري، حيث يتم من خلاله رصد وتفاعل وتحليل الفكر المتطرف، بالتعاون مع شبكات اقليمية ودولية.

## التأسيس
أعلن عن تأسيس المركز العالمي لمكافحة التطرف (اعتدال) يوم 21 مايو 2017 في الرياض، ودشنه خادم الحرمين الشريفين الملك سلمان بن عبد العزيز بحضور الرئيس الأمريكي دونالد ترامب وقادة الدول العربية والإسلامية. يتشكل مجلس إدارته من 12 عضو من دول ومنظمات، وقد تأسس المركز خلال 30 يومًا، عمل على إنشائه نحو 200 مهندس وأكثر من 2000 عامل.

## ركائزه
يقوم اعتدال على ثلاثة ركائز أساسية وهي صناعة خطاب إعلامي يتوافق وثقافة الاعتدال، ويساهم في تعزيزها عبر تعزيزه أيضًا للجانب الفكري، ويقوم كذلك على رصد الأنشطة الرقمية للجماعات الإرهابية.

## مهامه
- محاربة التطرف فكريًا وإعلاميًا ورقميًا، وتعزيز التعايش والتسامح بين الشعوب.[6][11][12]
- ترسيخ المبادئ الإسلامية المعتدلة في العالم.[6]
- رصد وتحليل نشاطات التطرف، والوقاية والتوعية والشراكة ومواجهة الفكر المتطرف.[6]